# Сантос, Алессандро дос
Алессандро дос Сантос (порт. Alessandro dos Santos; яп. 三都主アレサンドロ; род. 20 июля 1977, Маринга, Парана) — бразильский футболист, получивший японское гражданство и выступавший за сборную Японии. Участник двух чемпионатов мира. Лучший игрок Японии 1999 года.

## Карьера
Алекс начал карьеру в клубе «Гремио Маринга». В возрасте 16 лет он переехал в Японию, где выступал за команду школы Меитокугидзюку из префектуры Коти. В 1997 году он подписал свой первый профессиональный контракт с клубом «Симидзу С-Палс» и уже через 2 года был признан Лучший футболистом чемпионата.
В 2001 году Алекс получил японское гражданство. 21 марта 2002 года он дебютировал в составе сборной Японии в матче с Украиной. В том же году он поехал на свой первый чемпионат мира, став вторым натурализованным игроком в национальной команде, выступавшим в финальных турнирах первенства мира.
В августе 2002 года Алекс дал согласие на переход в английский клуб «Чарльтон Атлетик», но из-за того, что он не смог получить разрешение на работу, в переходе ему было отказано. В январе 2004 года Алекс перешёл в клуб «Урава Ред Даймондс». Также он чаще стал выступать в составе сборной, где выполнял функции защитника и полузащитника.
В январе 2007 года Алекс, на правах аренды, перешёл в «Ред Булл». В январе следующего года он вернулся в «Ураву», но получил тяжёлую травму, в результате которой провёл за клуб только 1 матч. В июле 2009 года он перешёл в «Нагоя Грампус».

## Личная жизнь
Алекс женат на японке. У него есть сын.